# حميدة خير آبادي
حميدة خيرآبادي (بالفارسية: حميده خير آبادى) (21 ديسمبر 1924 في جيلان – 19 أبريل 2010 في طهران) ممثلة سينمائية ومسرحية إيرانية شهيرة. لعبت أدوارًا في أكثر من 200 فيلم روائي، وفي أكثر من 20 مسلسل تلفزيوني داخل إيران، يشار إليها بلقب النادرة  وأم السينما الإيرانية.

## الحياة الشخصية
وُلدت حميدة في رشت عاصمة مقاطعة جيلان، إيران. تزوجت في سن 13 عامًا، وواصلت دراستها وأكملت تعليمها الثانوي. في منتصف الخمسينيات تطلقت من زوجها وعاشت بعد ذلك مع ابنتها ثريا قاسمي (1940). بدأت مهنة حميدة في التمثيل عام 1947 مع المسرح.

## الحياة المهنية
عملت حميدة مع عدد كبير من المخرجين السينمائيين الإيرانيين المشهورين مثل
- علي حاتمي
- داريوش مهرجوي
- مسعود كيميائي
- ومحسن مخملباف
- سيروس ألفاند
- سيروس مقدم
- تهمينة ميلاني
- عباس كيارستمي

تم ترشيحها ثلاث مرات لجائزة كريستال سيمرغ خلال الاحتفالالإيراني الثاني بأدوار الشاشة، الذي أقيم في 5 يناير 2008 في قاعة طهران أريكيه الإيرانية، تم تكريم خير آبادي بجائزة الإنجاز مدى الحياة.
تم الكشف عن خطة سينمائية مُتفق عليها  تخطط لظهور حميدة أمام الكاميرا بعد 6 سنوات من الغياب عن التمثيل، في 23 أبريل 2010، تلعب دور نفسها في سلسلة تسمى أرض الشعب ( زامين إنسان ها ) إخراج أبو الحسن داوودي.

## فيلموغرافيا مختارة

### أفلام روائية
- أمير أرسلان نامدار ( أمير أرسلان الكبير ) 1955 إخراج شابور ياسمي.
- الماس 33 ( الماس 33 ) ، 1967 إخراج داريوش مهرجوي
- رضا راكب دراجة نارية (رضا موتوري) (1970) - إخراج مسعود كيميائي
- وود بيجون (توجي) (1970) - إخراج علي حاتمي خيرابدي مع ابنتها ثريا وحفيدتها بارميدا

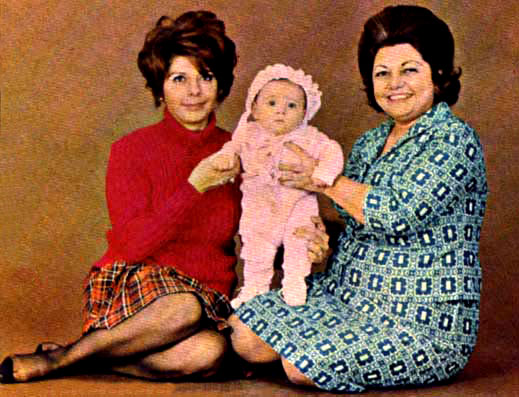
خيرابدي مع ابنتها ثريا وحفيدتها بارميدا

- بابا شمال ( بابا شمال ) ، 1971 ، إخراج علي حاتمي
- مهدي في بنطلون ميني الأسود والساخن ، 1972
- الليلة المُشمسة إخراج سيروس ألفاند
- ( المستأجرون ) ، 1986 إخراج داريوش مهرجوي
- مدار ( الأم ) ، 1989 ، إخراج علي حاتمي
- ( أطفال الطلاق ) ، 1989 ، إخراج تهامنة ميلاني
- ( السيدة ) ، 1991 ، إخراج داريوش مهرجوي
- ( الفاعل ) ، 1992 ، إخراج محسن مخملباف
- سرود تافالود ( أغنية عيد الميلاد ) ، 2004 ، إخراج علي غافيتان

### مسلسلات تلفزيونية
- بيدار سالار ( الأبوي ) ، 1993 ، إخراج أكبر خاجوي
- خانيه سبز ( البيت الأخضر ) ، 1996 ، إخراج بيجان بيرانج ومسعود رسام

## روابط خارجية
- حميدة خير آبادي على موقع IMDb (الإنجليزية)
- حميدة خير آبادي على موقع قاعدة بيانات الفيلم (الإنجليزية)